# Samuel Mathæussen
Samuel Hans Hendrik Abel Mathæussen (* 19. September 1905 in Narsaq bei Nuuk; † unbekannt) war ein grönländischer Katechet und Landesrat.

## Leben
Samuel Mathæussen war der Sohn von Salomon Kristian Jonas Mathæussen (1880–?) und seiner Frau Frederikke Erdmuth (1881–?). Am 11. November 1928 heiratete er in Upernavik Jørgine Anna Karoline Abigael Geisler (1907–?), Tochter des Jägers Knud Johannes Jørgen Geisler (1878–1907) und seiner Frau Else Mette Beate Petersen verw. Kleemann (1867–?).
Er studierte am Ilinniarfissuaq in Nuuk. Anschließend war er als Katechet im Norden Grönlands tätig. In den 1940er Jahren war er Oberkatechet in Kangersuatsiaq. Von 1945 bis 1950 war er Mitglied im nordgrönländischen Landesrat. Bei der Sitzung im Jahr 1949 wurde er von Hendrik Olsen vertreten.